# Seven (Lisa Stansfield)
Seven è il settimo album in studio della cantautrice britannica Lisa Stansfield, pubblicato il 31 gennaio 2014. È il suo primo album dal 2004 dopo The Moment. Il primo singolo Can't Dance ha debuttato al Ken Bruce's BBC Radio 2 il 14 agosto 2013 ed è stato distribuito in digitale il 16 ottobre 2013. L'artista ha anche intrapreso il Seven Tour in Europa. Carry On è stato scelto come secondo singolo ed il suo video musicale ha debuttato il 31 gennaio 2014.

## Tracce
1. Can't Dance – 4:14 (Lisa Stansfield, Ian Devaney)
2. Why – 3:08 (Stansfield, Devaney)
3. So Be It – 4:07 (Stansfield, Devaney)
4. Stupid Heart – 3:51 (Stansfield)
5. The Crown – 3:39 (Stansfield, Devaney)
6. Picket Fence – 3:57 (Stansfield, Devaney)
7. The Rain – 3:53 (Stansfield, Devaney)
8. Conversation – 4:22 (Stansfield)
9. Carry On – 4:07 (Stansfield, Devaney)
10. Love Can – 3:42 (Stansfield, Devaney)

Tracce bonus dell'edizione deluxe
1. You Can't Deny It (24/7) – 4:22 (Stansfield, Devaney, Andy Morris)
2. Set Your Loving Free (Live in Manchester) – 4:03 (Stansfield, Devaney, Morris)
3. Time to Make You Mine (Live in Manchester) – 4:56 (Stansfield, Devaney, Morris)
4. Someday (I'm Coming Back) (Live in Manchester) – 4:45 (Stansfield, Devaney, Morris)

## Classifiche
| Classifica (2014) | Posizione massima |
| ----------------- | ----------------- |
| Austria           | 25                |
| Germania          | 13                |
| Regno Unito       | 13                |
| Svizzera          | 42                |